# پولار پایونیر
پولار پایونیر (به انگلیسی: Polar Pioneer) یک کشتی است که طول آن ۷۱٫۰۶ متر (۲۳۳٫۱ فوت) می‌باشد. این کشتی در سال ۱۹۸۵ ساخته شد.